# Bramborová kaše

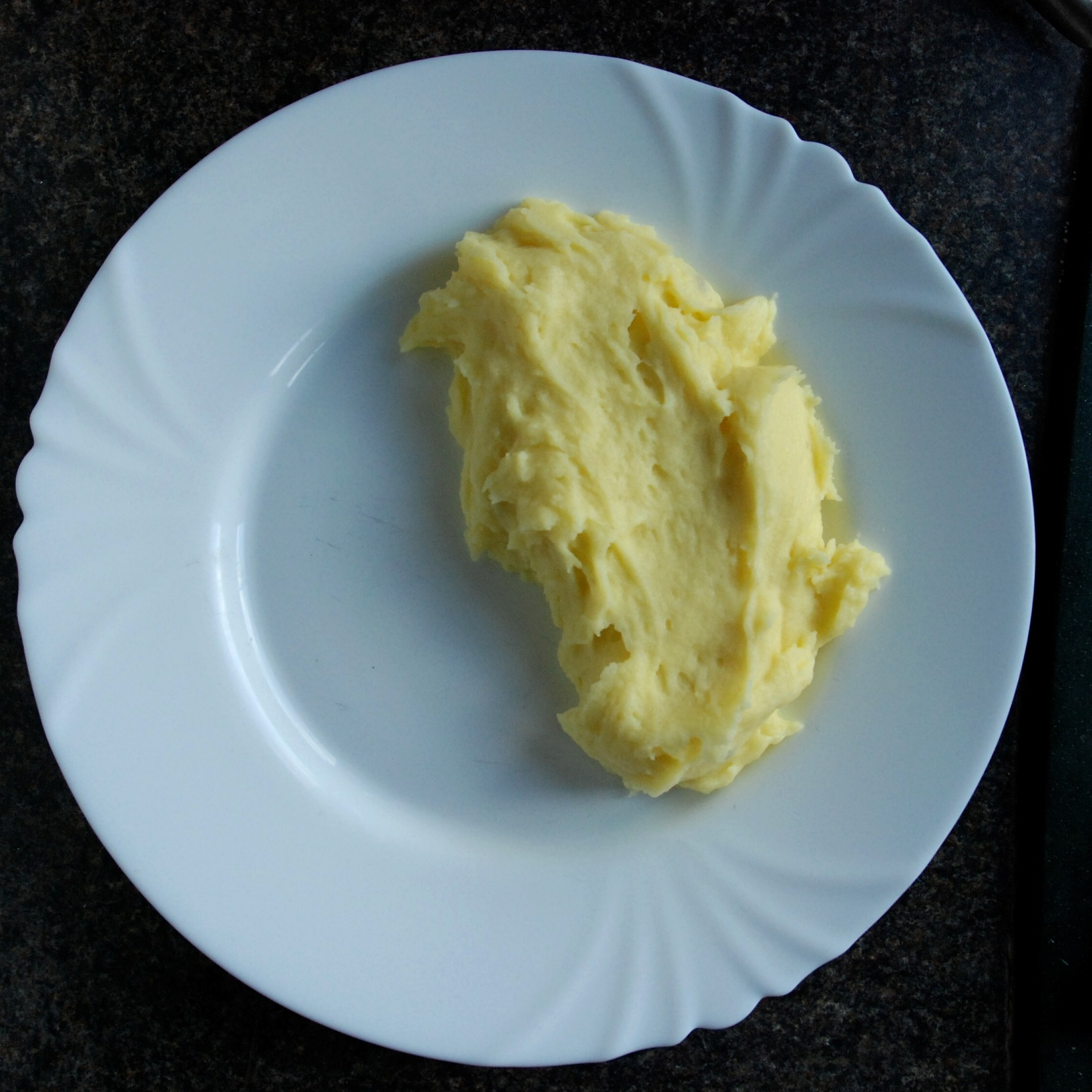
Bramborová kaše

Bramborová kaše neboli bramborové pyré je pokrm připravovaný z vařených brambor. Připravuje se tak, že se oloupou, umyjí a uvaří brambory, pak se rozšťouchají nebo rozmixují a přimíchá se do nich mléko, sůl a máslo a v řadě receptů i smetana.
Bramborová kaše se liší od šťouchaných brambor tím, že je jemnější (důkladněji rozšťouchaná) a zpravidla se do ní nezamíchává smažená cibule, slanina a mléko.

## Suroviny
Obvykle bývá doporučeno používat „moučné“ odrůdy brambor, ačkoliv někdy bývají používány i „voskovité“ brambory, aby bylo dosaženo různorodé textury. Máslo, rostlinný olej, mléko či smetana jsou přidávány kvůli zlepšení chuti a zjemnění textury. Brambory se solí a pepří, nebo se ochucují různými dalšími bylinkami a kořením. Populární přísady a dochucovadla zahrnují: česnek, sýr, kousky slaniny, kysanou smetanu, smaženou cibulku či jarní cibulku, hořčici, koření jako muškátový oříšek, nasekané bylinky jako petrželku či rozmarýn, křen, bílou vodnici a wasabi. Do francouzské variace zvané pommes duchesse se přidává vaječný žloutek, protlačený trezírovacím sáčkem či strojkem do tvarů vlnitých stuh a rozet, potřené máslem a lehounce zapečené. V nízkokalorických a bezmléčných variantách mohou být mléko, smetana a máslo nahrazeny vývarem. Aloo Bharta, variace z indického subkontinentu, používá nasekanou cibuli, hořčici, chilli, lístky koriandru a další koření.